# Хада-Булак (Оловяннинский район)
Хада-Була́к (бур. Хада Булаг - Гора Ключ) — посёлок при станции в Оловяннинском районе Забайкальского края России.

## География
Находится на левом берегу реки Цунгурук, в 85 километрах к юго-востоку от районного центра, пгт. Оловянная.

## История
В конце 1930-х годов на станции размещался военный гарнизон. В 1956 году гарнизон перевели на Украину в Киевскую область, в оставленных зданиях было открыто сельское профтехучилище. В то же время появился детский дом для детей, больных нервно-психическими заболеваниями. В конце 1960-х годов был открыт участок колхоза «Дружба». Отделение колхоза «Дружба» находилось в селе Аренда. В 1985 году участок был закрыт, а на его месте образовался совхоз «Хадабулакский». В 1998 году совхоз расформировался.

## Население
| 2010 | 2013  | 2014  | 2015  | 2016  | 2017  | 2021  |
| ---- | ----- | ----- | ----- | ----- | ----- | ----- |
| 1460 | ↘1362 | ↘1303 | ↘1261 | ↘1240 | ↘1210 | ↘1100 |